# Jean-François Amiguet
Pour les articles homonymes, voir Amiguet.
Jean-François Amiguet (né à Vevey en 1950) est un cinéaste suisse. Avec plus de dix courts métrages, quatre longs métrages et un grand nombre d'émissions télévisuelles, Jean-François Amiguet a su s'imposer, au fil des années, dans le paysage du cinéma suisse.

## Biographie
Jean-François Amiguet est cinéaste et membre depuis 1979 de l’Association Suisse des Réalisateurs de Films est né à Vevey en 1950. À ce jour, il réside dans le canton du Valais, plus précisément à Saillon. Il vécut aussi quelques années à La Sage dans le val d'Hérens.
Jean-François Amiguet a tout d'abord étudié les Sciences politiques à l'Université de Lausanne. Licencé, il s'engage dans le cinéma en travaillant premièrement en tant que technicien sur plusieurs films. Durant cette période, il travailla pour les cinéastes Marcel Schüpbach, Alain Tanner et Yves Yersin. Dans le même laps de temps il réalise aussi des courts métrages documentaires.
À partir de 1980, il se lance dans un ouvrage de taille, une trilogie de longs métrages, qu'il terminera en 1993. Mais Jean-François Amiguet ne s'arrête pas en si bon chemin et signe de nombreuses productions pour la Télévision suisse romande. En 2003, il présente son quatrième long métrage de fiction "Au Sud des nuages". La société de production Zagora Films SA à Genève, qu'il a fondé avec Bertrand Liechti, est coproductrice du film. Il se distingue aussi en étant le cofondateur de la Fondation Vaudoise pour le Cinéma.

## Filmographie

### Courts métrages
- 1971 : Petit film ordinaire - documentaire
- 1972 : Prolongation - documentaire et fiction
- 1977 : Le Gaz des champs
- 1978 : La Jacinthe d'eau - documentaire
- 1985 : Au dix août - documentaire
- 1991 : Les Pionniers
- 1997 : Cinq corners penalty - documentaire
- 1999 : L'Écharpe rouge - fiction
- 2006 : La Morsure du citron - fiction
- 2006 : Entre ciel et terre - documentaire
- 2008 : L'Eau qui fait tourner la roue - documentaire

### Longs métrages de fiction cinéma
- 1983 : Alexandre
- 1988 : La Méridienne
- 1993 : L'Écrivain public
- 2003 : Au sud des nuages
- 2010 : Sauvage

### Télévision

#### Émission "Viva"
- 1996 : Les voltigeurs du rêve
- 1997 : Small is beautiful

#### Émission "Temps présent"
- 1994 : Le cinéma pop-corn
- 1995 : À la recherche du röstigraben
- 1997 : Les vieux, ont-ils des têtes à claques ?
- 1998 : Des vies après la mort
- 1999 : Lili, gardienne de prison

#### Émission "Passe-moi les jumelles"
- 1998 : La face cachée de Bertrand P.
- 1998 : Le secret d'Azeindaz
- 1999 : Le Berger, le chanoine et le loup
- 2001 : Les Chalets d'Antoine
- 2005 : Louis le Sage
- 2008 : La roue du bonheur

#### Émission "Les Grands entretiens"
- 2003 : Christophe Gallaz
- 2004 : Raymond Vouillamoz

### Documentaires
- 2006 : Gérald Métroz, Elle est pas belle la vie ?[2] - 52 min
- 2008 : Ne m'oubliez pas en beauté

## Livre
- Freddy Buache, derrière l'écran, 1995.